# 박웅
박웅(朴雄, 본명: 박광웅, 본명 한자: 朴光雄, 1940년 9월 23일 ~ )은 대한민국의 성우 겸 연기자이다.
1961년부터 연극 무대에 섰으며, 1963년 DBS 동아방송 공채 1기(현재는 KBS 공채 6기로 간주) 성우로 정식 데뷔하였다.
아내는 성우 겸 배우 장미자이다. 연극 동기 이호재과 전무송과 동기다.

## 개인사항
- 본관이 밀양이며, 경상북도 문경에서 태어났다.
- 종교는 불교이다.
- 취미는 사진촬영이고, "나보다 상대를, 전체를 조화롭게"를 좌우명으로 삼고있다.
- 하루 1갑의 담배를 흡연하고 있으며 주량은 소주 1병이다. 가장 좋아하는 인물은 백범 김구이고, 감명 깊게 읽은 책은 러시아 소설가 도스토옙스키의 작품 《죄와 벌》이다.

## 학력
- 건국상업고등학교 졸업
- 연세실업전문학교 영어학과 1960년 3월 만 20세 입학 ~ 1964년 2월 졸업

## 연기 경력
- 1963년~1968년 동아방송 성우(1기)
- 1965년 제작극회 동인
- 1969년 극단 자유 단원
- 1991년 4월~1996년 7월 한국연극배우협회 초대 회장
- 1998년 2월~2001년 1월 제19대 한국연극협회 이사장 및 극단 자유 이사장을 겸임

## 출연작

#### 연극
- 2003년 《금의환향》
- 2005년 《그 여자 황진이》

#### 영화
- 1987년 《아다다》 - 주연
- 1989년 《25불의 인간》
- 2005년 《공공의 적 2》- 지검장 역
- 2015년 《검은 사제들》

#### 텔레비전 드라마
- 1981년 MBC 《제1공화국》- 삼연 곽상훈 역
- 1982년 KBS 《풍운》- 사이온지 긴모치 역
- 1982년 MBC 《공주갑부 김갑순》- 삼연 곽상훈 역
- 1982년 KBS 《그 여름의 이틀》- 황인채 역
- 1983년 KBS 《전우》
- 1984년 MBC 《조선왕조 오백년 - 설중매》- 신숙주 역
- 1985년 MBC 《조선왕조 오백년 - 임진왜란》- 윤두수 역
- 1986년 KBS 《임이여 임일레라》
- 1987년 KBS 《토지》
- 1987년 KBS 《TV 손자병법》- 상무 역
- 1988년 KBS 《따뜻한 남쪽나라》
- 1988년 MBC 《한중록》- 홍대용 역
- 1988년 KBS 《조선백자 마리아상》
- 1989년 KBS 《울밑에 선 봉선화》
- 1990년 KBS 《왕조의 세월》- 김을한 역
- 1990년 KBS 《여명의 그날》- 조만식 역
- 1991년 MBC 《여명의 눈동자》- 노일영 역
- 1992년 KBS 《삼국기》- 진평왕 역
- 1992년 KBS 《내일은 사랑》- 범수의 아버지 역
- 1993년 SBS 《열정시대》
- 1994년 KBS 《한명회》- 한확 역
- 1994년 KBS 《사라비아 공화국》
- 1994년 KBS 《느낌》- 주희의 숙부 역
- 1994년 KBS 《역사의 라이벌》
- 1995년 KBS 《장녹수》- 장 생원(소용장녹수 아버지) 역
- 1995년 KBS 《서궁》 정철 역
- 1995년 KBS 《창공》- 윤찬영의 아버지 역
- 1995년 SBS 《코리아게이트》- 윤필용 역
- 1996년 KBS 《조광조》유순 역
- 1996년 KBS 《용의 눈물》 윤소종 역
- 1997년 MBC 《예감》
- 1998년 SBS 《삼김시대》
- 1998년 SBS 《백야 3.98》- 아나툴리장(아나스타샤 아버지) 역
- 1998년 KBS 《왕과 비》- 정인지 역
- 1999년 KBS 《환상여행》
- 2000년 KBS 《소설 목민심서》- 김종수 역
- 2000년 MBC 《진실》 - 정현우 아버지역
- 2001년 KBS2 《명성황후》- 량치차오 역
- 2001년 SBS 《여인천하》- 윤지임 역
- 2004년 MBC 《영웅시대》- 김재흥 역
- 2004년 KBS 《불멸의 이순신》- 송탁 역
- 2006년 MBC 《궁》- 신채경의 할아버지 역 (특별출연)
- 2007년 CGV 《정조암살미스터리: 8일》- 채제공 역
- 2008년 KBS 《전설의 고향》
- 2009년 MBC 《탐나는도다》- 정인견 역
- 2011년 JTBC 《인수대비》- 양녕대군 역
- 2013년 JTBC 《그녀의 신화》- 김 회장 역 (특별출연)
- 2013년~2014년 KBS1 《사랑은 노래를 타고》- 박두식 역
- 2015년 KBS2 《별난 며느리》- 차주복 역

#### 시트콤
- 2000년 MBC 《세 친구》 ... 윤다훈 작업녀 정소영의 아버지 정웅 역으로 카메오 출연

### 라디오 프로그램
- 2015년 EBS FM 《EBS 책 읽는 라디오 낭독 시리즈》

### 수상 경력
```
1977년 동아연극상을 수상하였다.
```